# Kate -97
Kate -97 är ett studioalbum släppt 2002 på Labrador av Tribeca, ett band bestående av Lasse Lindh och Claes Björklund.

## Låtlista
1. "The Sun Always Shines on TV"
2. "Teenage"
3. "Kate -97"
4. "Combat"
5. "Jumpstart"
6. "Virus"
7. "Happy New Year"
8. "Forever Young"
9. "3.45"
10. "Off"
11. "A Night Like This"
12. "Stakeout"

## Medverkande
- Tribeca (även, upphovsmän)